# 江西警察学院
江西警察学院（简称江西警院）是位于中國大陸江西省南昌市的公安类普通本科高等院校，隶属江西省公安厅，以法学为主，工学、管理学为辅。

## 历史沿革[2]
- 1951年，创建江西省公安学校，位于南昌市系马桩。
- 1958年，升格江西政法学院，迁至南昌市文教路。江西行政学院一部并入。
- 1961年，改建江西政法干部学校。
- 1968年，撤销江西政法干部学校。
- 1973年，恢复江西政法干部学校，迁至南昌市青云谱岱山。
- 1978年1月，创建江西省政法学校，合署办公。
- 1980年，创建江西省人民警察学校，合署办公。
- 1983年，撤销江西省政法学校，资源改建为江西省司法学校。
- 1983年，江西政法干部学校划归省司法厅，另地新建江西省政法干部学校。
- 1983年，江西省人民警察学校（劳改工作专业）分出，改建江西省劳改工作警察学校。
- 1983年，创建江西省公安干部学校，与江西省人民警察学校合署办公。
- 1984年9月，江西省公安干部学校升格江西公安专科学校[3]:385。
- 1998年，江西省人民警察学校停止招生。
- 2010年，江西公安专科学校升格江西警察学院，成为本科院校。[4]

## 院系设置
一个系为一个大队，向下划分为各个中队（区队）。
- 侦查系
- 治安系
- 刑事与科学技术系
- 法律系
- 交通管理系
- 人文管理系
- 安全管理（技术）系
- 警察战术训练部
- 经济侦查系